# Tirreno-Adriatico 1969
La Tirreno-Adriatico 1969, quarta edizione della corsa, si svolse dall'11 al 15 marzo 1969 su un percorso di 946,3 km, suddiviso su 5 tappe (l'ultima suddivisa su 2 semitappe). La vittoria fu appannaggio dell'italiano Carlo Chiappano, che completò il percorso in 23h58'18", precedendo il belga Albert Van Vlierberghe e il connazionale Giuseppe Fezzardi.

## Tappe
| Tappa  | Data     | Percorso                                            | km    | Vincitore di tappa | Leader cl. generale |
| ------ | -------- | --------------------------------------------------- | ----- | ------------------ | ------------------- |
| 1ª     | 11 marzo | Bracciano > Fiuggi                                  | 209   | Franco Bitossi     | Franco Bitossi      |
| 2ª     | 12 marzo | Fiuggi > Alatri                                     | 190   | Franco Bitossi     | Franco Bitossi      |
| 3ª     | 13 marzo | Alatri > Pescasseroli                               | 176   | Giancarlo Polidori | Giancarlo Polidori  |
| 4ª     | 14 marzo | Pescasseroli > San Benedetto del Tronto             | 239   | Adriano Durante    | Arturo Pecchielan   |
| 5ª-1   | 15 marzo | San Benedetto del Tronto > San Benedetto del Tronto | 114   | Patrick Sercu      | Carlo Chiappano     |
| 5ª-2   | 15 marzo | San Benedetto del Tronto (cron. individuale)        | 18,3  | Vittorio Adorni    | Carlo Chiappano     |
| Totale | Totale   | Totale                                              | 946,3 |                    |                     |

## Dettagli delle tappe

### 1ª tappa
- 11 marzo: Bracciano > Fiuggi – 209 km

Risultati
| Pos. | Corridore              | Squadra        | Tempo    |
| ---- | ---------------------- | -------------- | -------- |
| 1    | Franco Bitossi         | Filotex        | 5h17'13" |
| 2    | Martin Van Den Bossche | Faemino-Faema  | s.t.     |
| 3    | Giuseppe Milioli       | Germanvox-Wega | s.t.     |

| Pos. | Corridore      | Squadra | Tempo |
| ---- | -------------- | ------- | ----- |
| 1    | Franco Bitossi | Filotex |       |

### 2ª tappa
- 12 marzo: Fiuggi > Alatri – 190 km

Risultati
| Pos. | Corridore       | Squadra       | Tempo    |
| ---- | --------------- | ------------- | -------- |
| 1    | Franco Bitossi  | Filotex       | 4h50'03" |
| 2    | Vittorio Adorni | Scic          | s.t.     |
| 3    | Patrick Sercu   | Faemino-Faema | s.t.     |

| Pos. | Corridore      | Squadra | Tempo |
| ---- | -------------- | ------- | ----- |
| 1    | Franco Bitossi | Filotex |       |

### 3ª tappa
- 13 marzo: Alatri > Pescasseroli – 176 km

Risultati
| Pos. | Corridore          | Squadra        | Tempo    |
| ---- | ------------------ | -------------- | -------- |
| 1    | Giancarlo Polidori | Molteni        | 4h34'42" |
| 2    | Primo Franchini    | Germanvox-Wega | s.t.     |
| 3    | Giuseppe Fezzardi  | Sanson         | s.t.     |

| Pos. | Corridore          | Squadra | Tempo     |
| ---- | ------------------ | ------- | --------- |
| 1    | Giancarlo Polidori | Molteni | 21h27'38" |

### 4ª tappa
- 14 marzo: Pescasseroli > San Benedetto del Tronto - 239 km

Risultati
| Pos. | Corridore              | Squadra              | Tempo    |
| ---- | ---------------------- | -------------------- | -------- |
| 1    | Adriano Durante        | Scic                 | 4h57'00" |
| 2    | Albert Van Vlierberghe | Ferretti             | s.t.     |
| 3    | Roberto Ballini        | G.B.C.-Itla-TV Color | s.t.     |

| Pos. | Corridore         | Squadra | Tempo |
| ---- | ----------------- | ------- | ----- |
| 1    | Arturo Pecchielan | Molteni |       |

### 5ª tappa, 1ª semitappa
- 15 marzo: San Benedetto del Tronto > San Benedetto del Tronto - 114 km

Risultati
| Pos. | Corridore              | Squadra       | Tempo    |
| ---- | ---------------------- | ------------- | -------- |
| 1    | Patrick Sercu          | Faemino-Faema | 2h52'41" |
| 2    | Albert Van Vlierberghe | Ferretti      | s.t.     |
| 3    | Adriano Durante        | Scic          | s.t.     |

| Pos. | Corridore       | Squadra | Tempo |
| ---- | --------------- | ------- | ----- |
| 1    | Carlo Chiappano | Sanson  |       |

### 5ª tappa, 2ª semitappa
- 15 marzo: San Benedetto del Tronto - (Cron. individuale) - 18,3 km

Risultati
| Pos. | Corridore          | Squadra | Tempo    |
| ---- | ------------------ | ------- | -------- |
| 1    | Vittorio Adorni    | Scic    | 2h52'41" |
| 2    | Franco Bitossi     | Filotex | a 23"    |
| 3    | Celestino Vercelli | Sanson  | a 47"    |

| Pos. | Corridore              | Squadra  | Tempo     |
| ---- | ---------------------- | -------- | --------- |
| 1    | Carlo Chiappano        | Sanson   | 23h58'18" |
| 2    | Albert Van Vlierberghe | Ferretti | a 31"     |
| 3    | Giuseppe Fezzardi      | Sanson   | a 42"     |

## Classifiche finali

### Classifica generale - Maglia azzurra
| Pos. | Corridore              | Squadra              | Tempo     |
| ---- | ---------------------- | -------------------- | --------- |
| 1    | Carlo Chiappano        | Sanson               | 23h58'18" |
| 2    | Albert Van Vlierberghe | Ferretti             | a 31"     |
| 3    | Giuseppe Fezzardi      | Sanson               | a 42"     |
| 4    | Luigi Sgarbozza        | Max Meyer            | a 1'14"   |
| 5    | Roberto Ballini        | G.B.C.-Itla-TV Color | a 1'31"   |
| 6    | Ernesto Donghi         | Sagit                | a 1'36"   |
| 7    | Italo Zilioli          | Filotex              | a 2'00"   |
| 8    | Arturo Pecchielan      | Molteni              | a 2'15"   |
| 9    | Aldo Moser             | G.B.C.-Itla-TV Color | a 2'55"   |
| 10   | Franco Mori            | Sanson               | a 4'33"   |